# Dorin Rotariu
Dorin Rotariu (Timișoara, 29 luglio 1995) è un calciatore rumeno, centrocampista dell'Iğdır.

## Biografia
Anche lo zio Iosif è stato un calciatore. Ha militato nella nazionale rumena, con la quale ha partecipato alla Coppa del Mondo del 1990. Il padre Ilie, invece, è un procuratore sportivo ed allenatore di calcio.

## Caratteristiche tecniche
Può giocare sia come mezzala che come seconda punta.

## Carriera

### Club

#### Politehnica Timișoara e Dinamo Bucarest
Dorin Rotariu inizia la sua carriera sportiva all'età di 11 anni. Dal 2006 al 2009 pratica il tennis, sport di cui è appassionato fin da quando era piccolo, e dall'età di 14 anni inizia a giocare a calcio nel Politehnica Timișoara.
Il 3 settembre 2012 viene ceduto a titolo temporaneo alla Dinamo Bucarest. Esordisce in Liga I il 12 marzo 2013 nella partita vinta per 2-0 contro il Concordia Chiajna.. Nell'estate del 2013, Rotariu viene preso a parametro zero dai biancorossi. Sigla il suo primo gol per la Dinamo nella partita contro il Vaslui, vinta per 2-0. Nel giorno del suo ventunesimo compleanno, il 29 luglio 2016, realizza la sua prima doppietta contro l'ACS Poli Timișoara.

### Nazionale
L'8 ottobre 2016 esordisce nella vittoria contro l'Armenia per 5-0, subentrando al 59º minuto ad Alexandru Chipciu.

## Statistiche

### Presenze e reti nei club
Statistiche aggiornate al 2 novembre 2016.
| Stagione               | Squadra                | Campionato             | Campionato | Campionato | Coppe nazionali | Coppe nazionali | Coppe nazionali | Coppe internazionali | Coppe internazionali | Coppe internazionali | Altre coppe | Altre coppe | Altre coppe | Totale | Totale |
| Stagione               | Squadra                | Comp                   | Pres       | Reti       | Comp            | Pres            | Reti            | Comp                 | Pres                 | Reti                 | Comp        | Pres        | Reti        | Pres   | Reti   |
| ---------------------- | ---------------------- | ---------------------- | ---------- | ---------- | --------------- | --------------- | --------------- | -------------------- | -------------------- | -------------------- | ----------- | ----------- | ----------- | ------ | ------ |
| 2012-2013              | Dinamo Bucarest        | LI                     | 7          | 0          | -               | -               | -               | -                    | -                    | -                    | -           | -           | -           | 7      | 0      |
| 2013-2014              | Dinamo Bucarest        | LI                     | 31         | 7          | CR              | 4               | 2               | -                    | -                    | -                    | -           | -           | -           | 35     | 9      |
| 2014-2015              | Dinamo Bucarest        | LI                     | 31         | 1          | CR+CL           | 2+2             | 3+0             | -                    | -                    | -                    | -           | -           | -           | 35     | 4      |
| 2015-2016              | Dinamo Bucarest        | LI                     | 23+9       | 6+2        | CR+CL           | 5+3             | 1+1             | -                    | -                    | -                    | -           | -           | -           | 40     | 10     |
| 2016-2017              | Dinamo Bucarest        | LI                     | 13         | 5          | CR+CL           | 1+1             | 0+0             | -                    | -                    | -                    | -           | -           | -           | 15     | 5      |
| Totale Dinamo Bucarest | Totale Dinamo Bucarest | Totale Dinamo Bucarest | 105+9      | 19+2       |                 | 12+6            | 6+1             |                      | -                    | -                    |             | -           | -           | 132    | 28     |
| Totale carriera        | Totale carriera        | Totale carriera        | 105+9      | 19+2       |                 | 12+6            | 6+1             |                      | -                    | -                    |             | -           | -           | 132    | 28     |

## Palmarès

### Club

#### Competizioni nazionali
- Supercoppa del Kazakistan: 2

Astana: 2019, 2020
- Campionato kazako: 1

Astana: 2019